# Tavşan Adası (Istanbul)
Tavşan Adası (türkisch für ‚Haseninsel‘, griechisch Νέανδρος Neandros oder auch Νιάνδρος Niandros, byzantinisch-mittelgriechisch Ίατρος Iatros oder Ύατρος Yatros, alle (f. sg.)) ist die kleinste und südlichste der Prinzeninseln bei Istanbul und gehört zum Bezirk Adalar.

## Geschichte
In byzantinischen Zeiten diente das Eiland als Steinbruch. Der Patriarch Ignatios I. gründete auf der Insel ein Kloster, dessen Überreste man noch heute besichtigen kann. Bewohner der griechischen Insel Andros migrierten nach Tavşan Adası und gaben ihr den Namen Neu-Andros.